# دومینیک مندی (بازیکن فوتبال، زاده ۱۹۹۴)
دومینیک مندی (زاده ۱۰ ژانویه ۱۹۹۴)، بازیکن فوتبال سنگالی است که در نقش هافبک میانی، برای باشگاه الفیصلی اردن به میدان می‌رود.

## افتخارات و دستاوردها

### شخصی
جوایز
برنده توپ طلای بازیکن خارجی لبنان: ۲۰۱۶–۱۷